# 亞謝尼夫-皮利尼
48°37′26″N 25°31′31″E / 48.62389°N 25.52528°E
亞謝尼夫-皮利尼（烏克蘭語：Ясенів-Пільний），是烏克蘭的村落，位於該國西部伊萬諾-弗蘭科夫斯克州，由科洛梅亚区負責管轄，始建於1472年，面積29.6平方公里，2001年人口3,278，人口密度每平方公里110.8人。